# ان‌دی‌کیوب
ان‌دی‌کیوب (انگلیسی: NDcube) شرکت بازی ویدئویی ژاپنی است، که در سال ۲۰۰۰ تأسیس شد.